# Шипад
Шипад (Шумско индустријско-привредно акционарско друштво) је сарајевска фирма и некадашњи гигант у СФР Југославији у области дрвне индустрије.

## Историја
Након аустроугарске окупације Босне и Херцеговине, њемачки индустријалац из Бранденбурга Ото Штајнбајс 1892. године  почиње експлоатација шума на подручју Босанске Крајине. Године 1900. оснива ново друштво Босанскохерцеговачка шумарска индустрија-акционарско друштво - Ото фон Штајнбајс (на нем.Bosnische Forstindustrie Aktiengesellschaft - Otto von Steinbeis) са седиштем у Дрвару. Компанија је запошљавала око 2.800 радника.
За своје потребе предузеће је изградило железничких пруга, са великим бројем станица, које су временом прерасле у права насеља са неколико стотина, па и хиљада становника, попут Срнетица, Потоци, Мијачица. Пруга је ишла до Книна, Приједора и Јајца, где се и данас налази жељезничка станица као национални споменик културе, а зграда старе железничке станице у Санском Мосту је из истог времена и такође је национални споменик.
После Првог светског рата, у оквиру Краљевине Југославије, предузеће послује под именом ШИПАД (Шумарско-индустријско привредно акционарско друштво) и до краја 1940-их израста у познато и реномирано предузеће на домаћем и на страном тржишту дрвета. Препознати су и цењени величина предузећа, начин рада и професионална организација, добар менаџмент, посебан начин сортирања производа и квалитет робе бренда Шипад. Шипад је у периоду од 1927. до 1937. године са територије данашње Босне и Херцеговине извезао око 150.000 м2 резане грађе.
Дана 9. марта 1948. године, решењем Владе НР Босне и Херцеговине основано је самостално предузеће Шипад за извоз дрвета и производа од дрвета. Обновљени су капацитети за производњу и прераду дрвета, што је одиграло значајну улогу у обнови и убрзаном развоју НР БиХ и ФНРЈ у целини, јер су дрво и производи од дрвета коришћени за изградњу земље, док су њихов извоз плаћао је за увоз неопходне опреме за привреду у целини.
У ери самоуправљања, постаје највеће предузеће за промет производа од дрвета и прераду дрвета, јер обавља преко 80% шумарства и прераде дрвета у СРБиХ, са има 25 радних организација са 239 ООУР-а и 29 радних заједница, као и своју банку, у којој ради укупно 84.500 радника, како у СР БиХ, тако и у целој СФРЈ. Углед компаније и тржишна позиција у земљи и иностранству изграђен је захваљујући богатој традицији, широкој продајној мрежи (око 200 сопствених продајних објеката и 170 изнајмљених објеката), сталној вези са 191 произвођачем из области шумарства, прераде дрвета. и производњу намештаја у оквиру велике породице Шипад у Босни и Херцеговини, кроз пословне везе са другим индустријама у бившој Југославији и иностранству. Својевремено је био највећи европски извозник намештаја у САД и Аустралију.
Током промена политичког система у СФРЈ, Раднички савет је одлучио 29. маја 1991. године да Шипад постаје акционарско друштво, које остаје тако до 1999. године, када се реорганизује у Шипад Холдинг ад са седиштем у Сарајеву.
Касније је настала фирма Шипад експорт-импорт, која је од 2016. године у стечају. Последњих година пословања Шипад се више није бавио производњом намештаја, него су у Сарајеву су изнајмиљивали простор у пословној згради у Улици Маршала Тита. Ту пословну зграду су продали BBI банци уз сагласност Владе Федерације Босне и Херцеговине, као већинског власника.